# Ипанема
Ипане́ма (порт. Ipanema) — престижный район в южной части Рио-де-Жанейро и расположенный в нём морской пляж. Стал известен на весь мир благодаря прогремевшей в 1960-е годы песне Антониу Карлоса Жобина «Девушка из Ипанемы».

## Описание
Восточной границей района является мыс Арпоадор, отделяющий Ипанему от кварталов Копакабаны, северной — лагуна Родригу-ди-Фрейташ, западной — канал Jardim d’Allah, прорытый в 1920 году и соединяющий лагуну с океаном и отделяющий Ипанемы от Леблона. Южная граница — улица Avenida Vieira Souto, проходящая вдоль одноимённого пляжа. Район знаменит своим пляжем и идущим вдоль него тротуаром с характерным мозаичным рисунком (порт. calçada portuguesa).
В отличие от соседних пляжей Южной зоны Рио-де-Жанейро, в частности, Копакабаны, на пляже Ипанема не так ярко выражено океанское волнение (особенно в части пляжа, прилегающей к мысу Арпоадор). Популярное среди туристов и жителей города место отдыха и развлечений.
В 5 км от пляжа Ипанемы в океане расположен архипелаг Кагаррас.

## История
На языке индейских народов тупи-гуарани слово «ипанема» означает «плохая вода» или «вонючая вода». Происхождение этого названия следующее. Большая часть территории, составляющей современный район Ипанема, некогда принадлежала бразильскому предпринимателю «барону Ипанемы» Жозе Антониу Морейра Филью (1830—1899). При этом название «Ипанема» изначально относилось к реке на родине барона в штате Сан-Паулу, а затем было распространено и на его владения в Рио-де-Жанейро.
К началу XX века Ипанема была слабо застроена. Развитие и урбанизация этого района усилилась в начале XX века, когда город Рио-де-Жанейро стал расширяться от Центрального района на юг. В это время прибрежные земли начинают приходиться по вкусу населению и подниматься в цене, а трамвайные линии, открытые в 1902 году, способствовали урбанизации.

## Достопримечательности
- Арпоадор — пляж и одноимённый скальный мыс и находящийся рядом парк Гарота-ди-Ипанема, названный так в честь знаменитой песни «Девушка из Ипанемы».
- «Garota de Ipanema» — ресторан, связанный с одноимённой песней.
- «Feira Hippie» (с порт. — «Ярмарка хиппи») — еженедельный воскресный рынок, расположенный на площади Женерал Озориу (Praça General Osório), где продаются местные сувениры, произведения бразильских художников и ювелиров, образцы народных искусств и ремёсел и т. п. Рынок был основан группой хиппи в 1968 году[3][4].

## Галерея

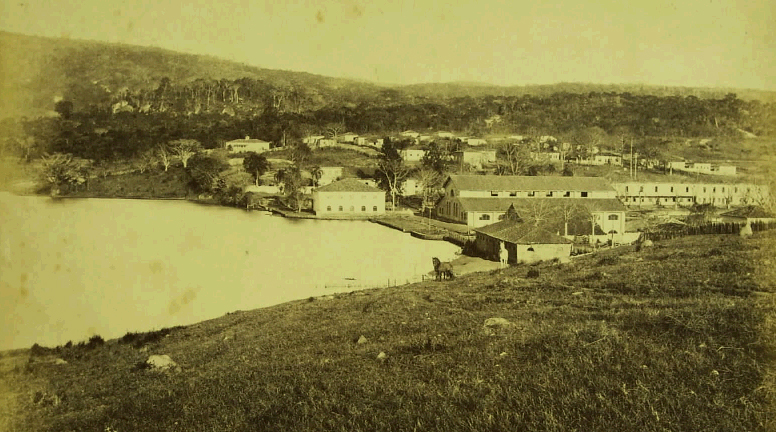
Фотография 1870 года
Фотография начала 1920-х годов
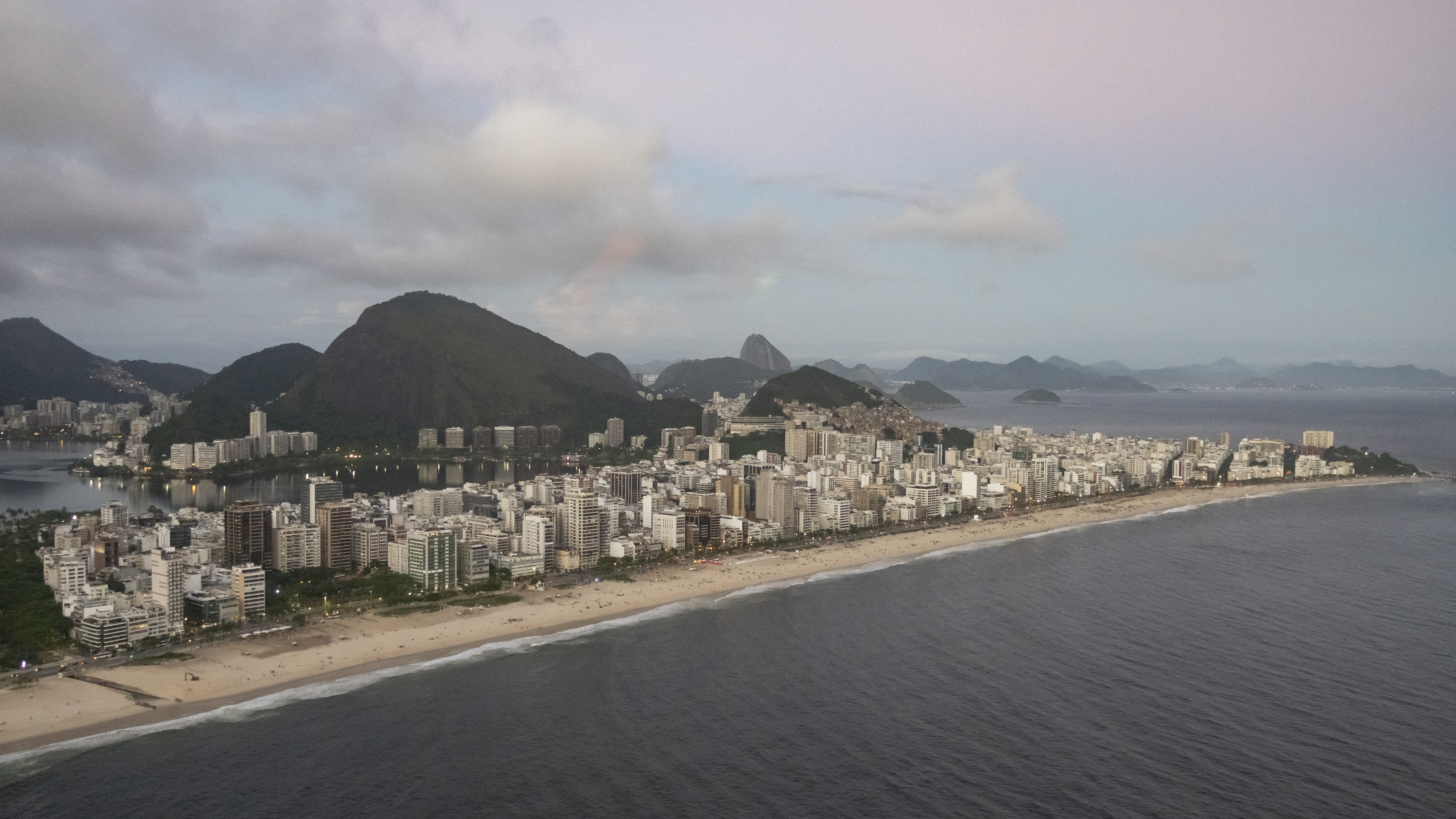
Вид сверху, в направлении с запада на восток
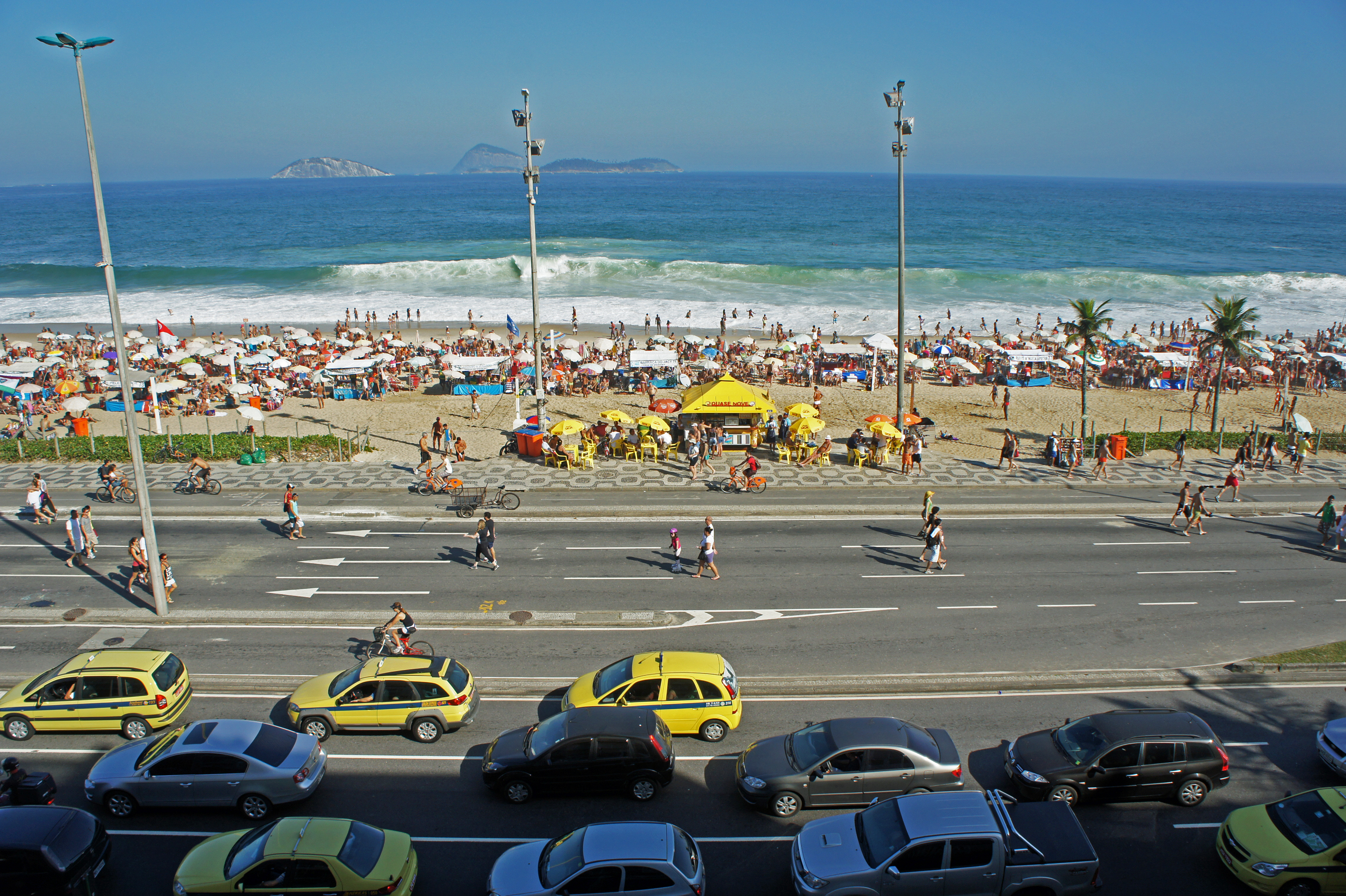
Вид на пляж
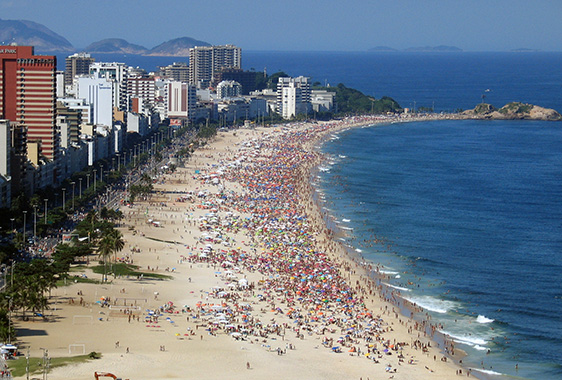
Панорама пляжа
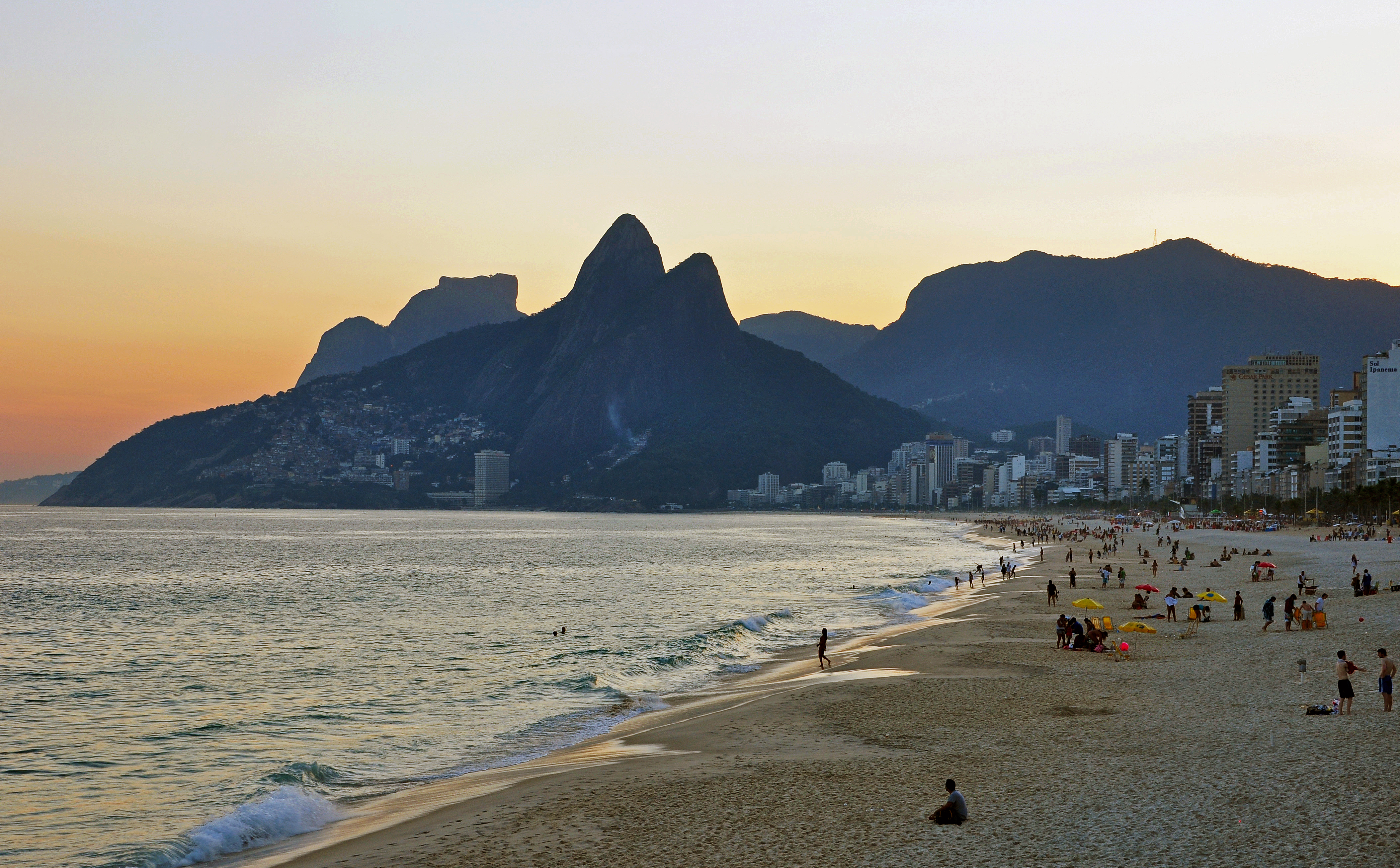
Закат на Ипанеме
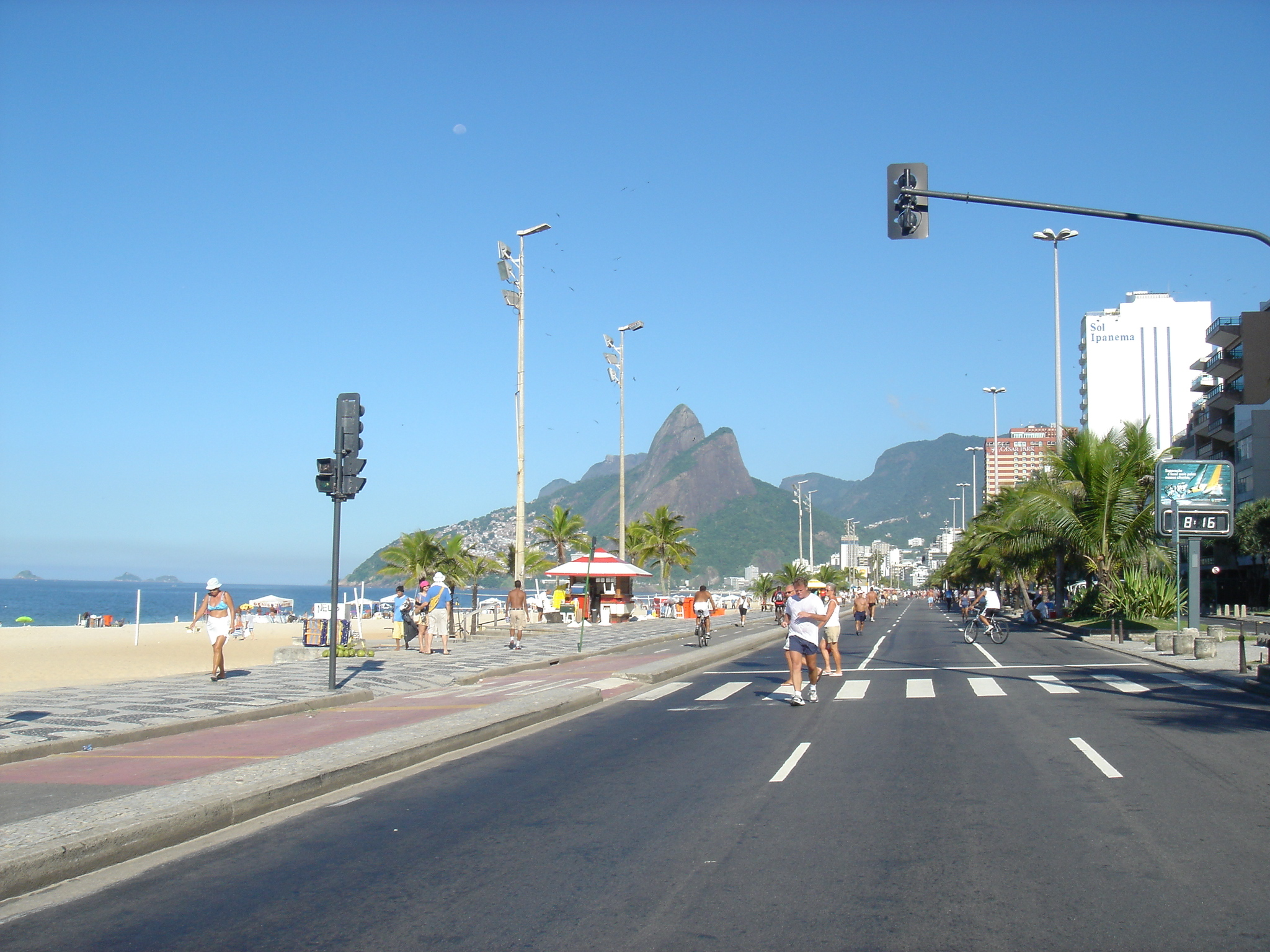
Avenida Vieira Souto[порт.]
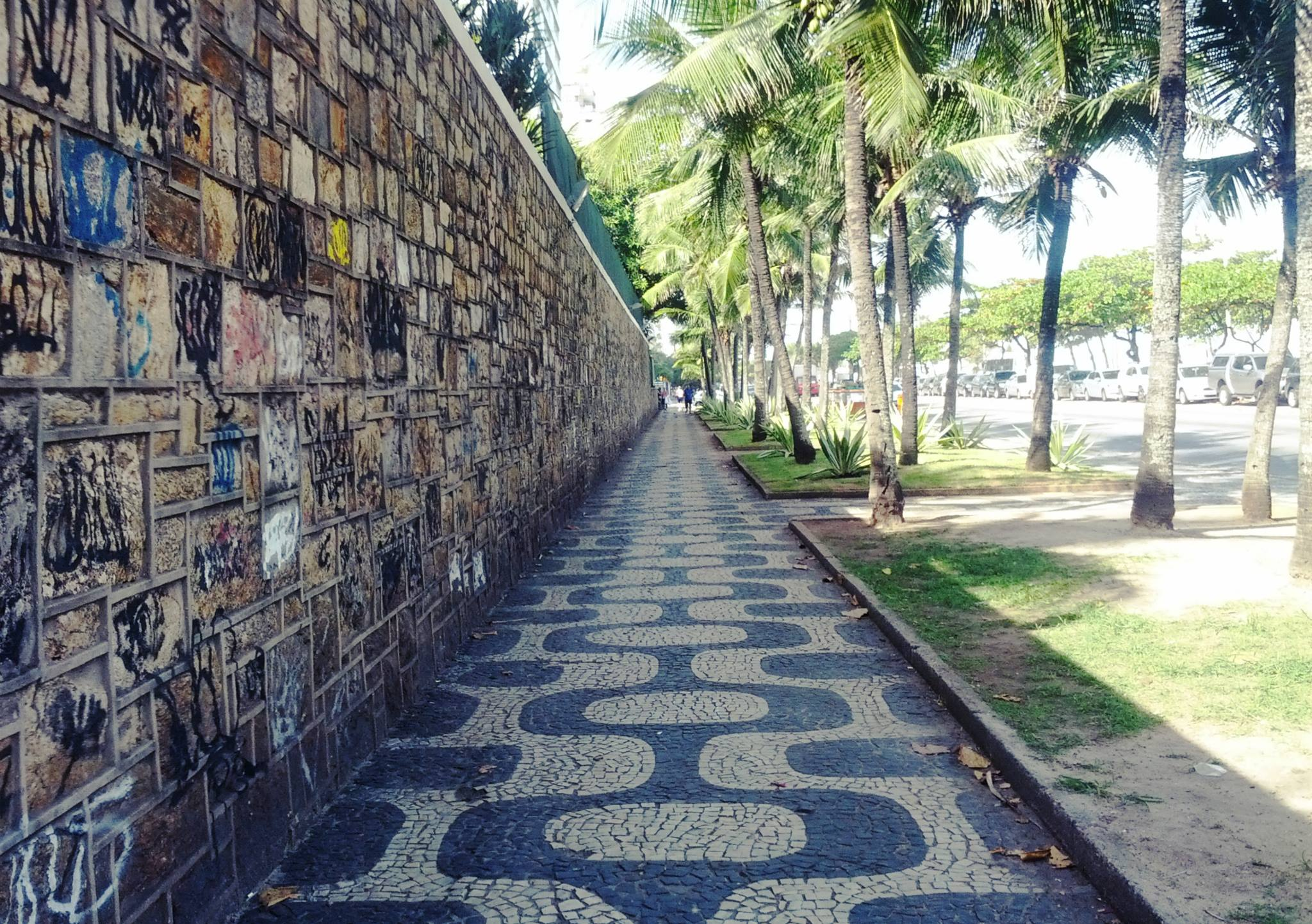
Avenida Vieira Souto[порт.]. Португальский тротуар
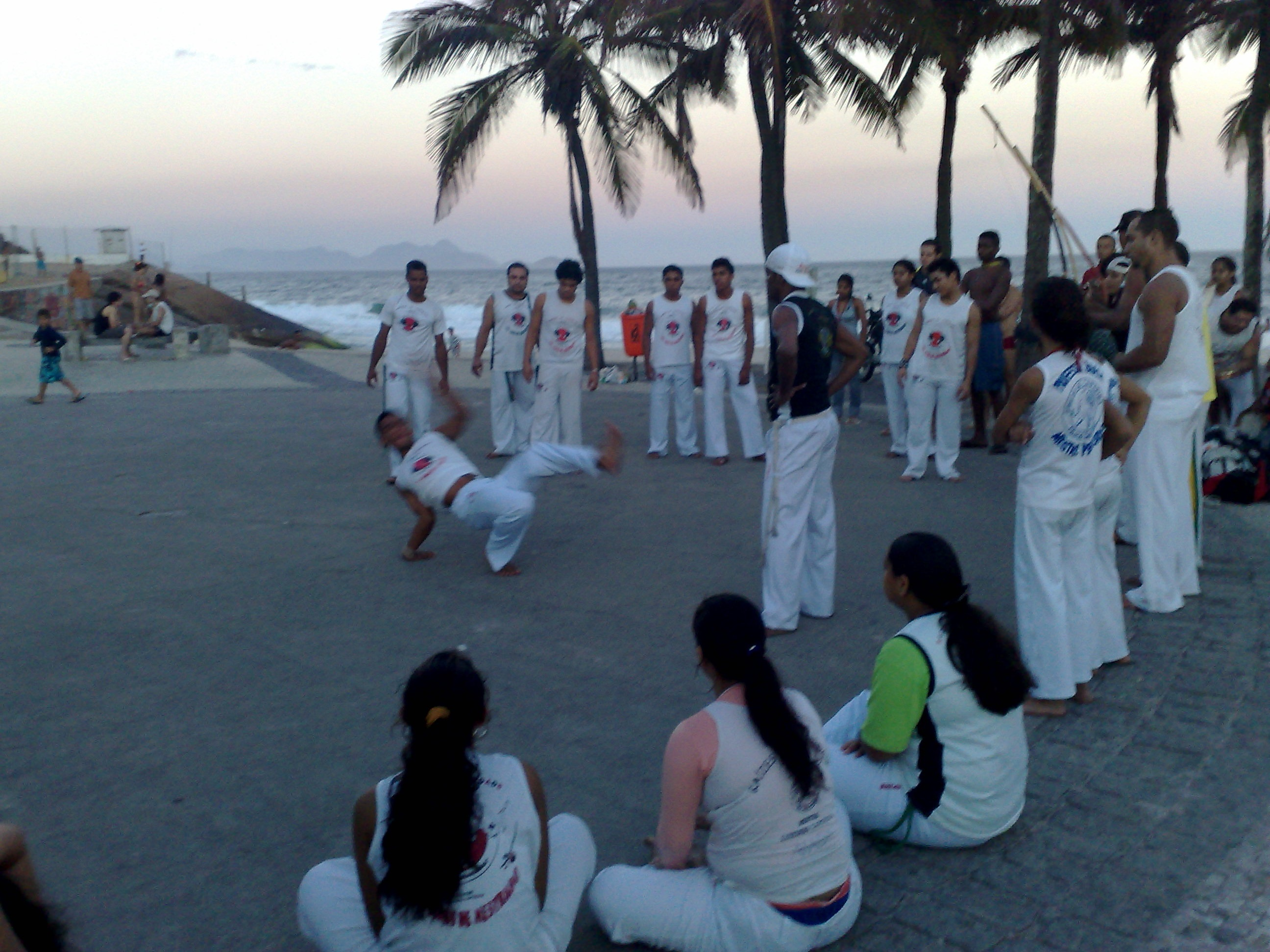
Капоэйра на мысе Арпоадор (2009)
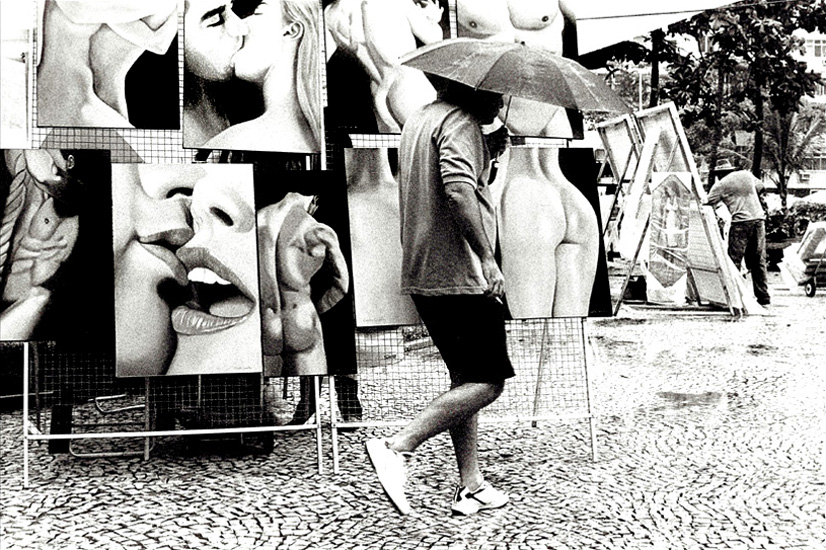
«Ярмарка хиппи» (2004)